# Arbujad
Arbujad (deutsch etwa ‚Schamanen‘, ‚Beschwörer‘ oder ‚Weissager‘) war Ende der 1930er Jahre die Sammelbezeichnung für eine lose Gruppe von acht estnischen Schriftstellern, die eine neue Richtung der estnischen Lyrik vor Beginn des Zweiten Weltkriegs geprägt haben.
Der literarischen Gruppe gehörten die jüngeren estnischen Schriftsteller Betti Alver, Bernard Kangro, Uku Masing, Kersti Merilaas, Mart Raud, August Sang, Heiti Talvik und Paul Viiding an. Die meisten von ihnen kamen aus dem Studentenverein Veljesto, der an der Universität Tartu aktiv war. Alle waren zwischen 1904 und 1914 geboren.
Der Name Arbujad entstammt dem Titel der 1938 erschienenen Gedicht-Anthologie des Tartuer Anglisten und Literaturwissenschaftlers Ants Oras (1900–1982) Arbujad. Valimik uusimat eesti lüürikat (Schamanen. Eine Auswahl neuester estnischer Lyrik). Einflussreich wurde auch das Nachwort Oras’ zu seinem Auswahlband, das die Programmatik der Gruppe erst begründete und sie als neue Dichtergeneration vorstellte.
Die Gruppierung war in ihrem lyrischen Schaffen nicht homogen. Gemeinsam war allen Mitgliedern aber die Bestrebung, zu einem tieferen geistigen und emotionalen Spannungszustand vorzudringen. Die Lyriker betonten die Freiheit und Unabhängigkeit des Menschen. Sie wehrten sich gegen ideologische Zwangsvereinnahmung und totalitäres Gedankengut.
Die sowjetische Besetzung Estlands zwei Jahre nach Erscheinen von Oras’ Anthologie beendete zwar die Aufbruchstimmung der estnischen Lyrik abrupt. Die Arbujad hatten aber bereits mit ihren Werken die neue estnische Dichtkunst nachhaltig geprägt.